# Premis del Sindicat Nacional de l'Espectacle de 1963
Els vint-i-tresens Premis Nacionals de Cinematografia concedits pel Sindicat Nacional de l'Espectacle corresponents a 1963 es van concedir el 31 de gener de 1964 a Madrid. En aquesta edició els premis econòmics foren per 5 pel·lícules i 875.000 pessetes, i un total de 265.000 pessetes als premis al millor director, guió, actor i actriu principal, actor i actriu secundaris, fotografia, decorats i música. Es va atorgar premis als curtmetratges Don Aire de España, Tierra de España i Manolete, un torero para la historia.

## Guardonats de 1963
| Categoria                | Premi       | Pel·lícula premiada       | Director                         |
| ------------------------ | ----------- | ------------------------- | -------------------------------- |
| Premi especial           | 250.000 pts | Piedra de toque           | Julio Buchs García               |
| 1r premi                 | 250.000 pts | La verbena de la Paloma   | José Luis Sáenz de Heredia       |
| 2n premi                 | 150.000 pts | Los Tarantos              | Francesc Rovira Beleta           |
| 3r premi                 | 125.000 pts | El sabor de la venganza   | Joaquín Romero Marchent          |
| 4t premi                 | 100.000 pts | Del rosa al amarillo      | Manuel Summers                   |
| Millor director          | 45.000 pts  | José Antonio Nieves Conde | El diablo también llora          |
| Millor guió              | 45.000 pts  | Manuel Summers            | Del rosa al amarillo             |
| Millor actriu            | 30.000 pts  | Emma Penella              | El verdugo                       |
| Millor actor             | 30.000 pts  | Antonio Casas             | Nunca pasa nada                  |
| Millor actriu principal  | 25.000 pts  | Carmen Amaya              | Los Tarantos                     |
| Millor actor principal   | 25.000 pts  | Roberto Camardiel         | Isidro el labrador               |
| Millor actriu secundària | 20.000 pts  | Enriqueta Carballeira     | El buen amor La frontera de Dios |
| Millor actor secundari   | 20.000 pts  | Antonio Vico              | pel conjunt de la seva obra      |
| Millor fotografia        | 25.000 pts  | Manuel Hernández Sanjuán  | Piedra de toque                  |
| Millors decorats         | 20.000 pts  | Sigfrido Burmann          | conjunt de la seva tasca         |
| Millors música           | 20.000 pts  | Regino Sainz de la Maza   | La frontera de Dios              |